# Graptomyza quadrifaria
Graptomyza quadrifaria är en tvåvingeart som beskrevs av Szilady 1942. Graptomyza quadrifaria ingår i släktet Graptomyza och familjen blomflugor.
Artens utbredningsområde är Tanzania. Inga underarter finns listade i Catalogue of Life.